# Três Barras do Paraná
Três Barras do Paraná è un comune del Brasile nello Stato del Paraná, parte della mesoregione dell'Oeste Paranaense e della microregione di Cascavel.